# Roëllecourt
Roëllecourt település Franciaországban, Pas-de-Calais megyében. Lakosainak száma 520 fő (2022. január 1.). Roëllecourt Ostreville, Saint-Michel-sur-Ternoise, Maisnil, Foufflin-Ricametz, Ligny-Saint-Flochel és Marquay községekkel határos.

## Népesség
A település népessége az elmúlt években az alábbi módon változott:
| Lakosok száma | 563  | 551  | 555  | 538  | 537  | 534  | 528  | 524  | 520  |
|               | 2013 | 2015 | 2016 | 2017 | 2018 | 2019 | 2020 | 2021 | 2022 |